# HAT-P-13
HAT-P-13 är en ensam stjärna i mellersta delen av stjärnbilden Stora björnen. Den har en skenbar magnitud av ca 10,5 och kräver ett teleskop för att kunna observeras. Baserat på parallax enligt Gaia Data Release 3 på ca 4,08 mas beräknas den befinna sig på ett avstånd av ca 800 ljusår (ca 245 parsec) solen. Den rör sig bort från solen med en heliocentrisk radialhastighet av ca 15 km/s.

## Egenskaper
HAT-P-13 är en gul till vit stjärna i huvudserien av spektralklass G4 V. Den har en massa av ca 1,26 solmassa, en radie av ca 1,73 solradie och har en effektiv temperatur av ca 5 700 K. År 2015 visade en spektroskopisk studie en mycket stark stjärnfläcksaktivitet hos HAT-P-13.

## Planetsystem
Sedan 2009 har HAT-P-13 bekräftats ha två exoplaneter som kretsar kring den. Den inre planeten upptäcktes med "transitmetoden" och den yttre planeten hittades genom metoden för mätning av radialhastighet. En sökning efter transiter med HAT-P-13c var negativ, men endast 72 procent av de möjliga transitkonfigurationerna kunde uteslutas. HAT-P-13 var den första stjärnan som hade en känd transitplanet och en extra planet på en känd bana. HAT-P-7 och andra planeter är kända för att ha ytterligare följeslagare, men det finns inte tillräckligt med data för att karakterisera systemet. OGLE-TR-111 har en bekräftad transitplanet och en obekräftad transitplanet.
Den innersta planeten, HAT-P-13b, har en massa av cirka en jupitermassa och kretsar runt dess stjärna med en omloppsperiod av cirka tre dygn. Detta klassificerar planeten som en het Jupiter, med temperaturer som överstiger 1 000 K. Den andra följeslagaren, HAT-P-13c, har en massa av över 15 jupitermassor. På grund av dess massa kan denna följeslagare antingen vara en massiv planet eller en brun dvärg med låg massa. Hur som helst, HAT-P-13 c kretsar kring stjärnan med en omloppsperiod av 446 dygn i en mycket excentrisk bana. Mätningar av radiell hastighet tyder också på att det finns en tredje mer avlägsen följeslagare i systemet. Detta kan vara en extra planet, eller en brun dvärg eller till och med en liten stjärna.
| Planet | Massa            | Halv storaxel (AE) | Siderisk omloppstid (d) | Excentricitet         | Inklination    | Radie           |
| ------ | ---------------- | ------------------ | ----------------------- | --------------------- | -------------- | --------------- |
| b      | 0,906 ± 0,024 MJ | 0,04313 ± 0,00026  | 2,9162404 ± 0,0000008   | 0,0093 +0,0044−0,0016 | 82,2 +0,6−0,8° | 1,487 ±0,038 RJ |
| c      | 14,28 ± 0,28 MJ  | 1,188 +0,018−0,033 | 445,81 ± 0,10           | 0,6616 ± 0,0054       | -              | -               |